# Nat Langham
Pour les articles homonymes, voir Langham (homonymie).
Nat Langham est un boxeur anglais combattant à mains nues né le 20 mai 1820 à Hinckley et mort de la tuberculose le 1er septembre 1871 à Londres.

## Carrière
Tout d'abord fermier puis livreur, il commence la boxe professionnelle en 1842. Entraîné par l'ancien champion poids lourds Ben Caunt, Langham enchaîne les victoires par KO jusqu'au 6 mai 1851, date à laquelle il est battu par Harry Orme après 117 rounds et près de 3 heures de combat. Il devient toutefois champion d'Angleterre des poids moyens le 18 octobre 1853 en infligeant à Tom Sayers sa seule défaite par KO à la 61e reprise.

## Distinction
- Nat Langham est membre de l'International Boxing Hall of Fame depuis 1992[1].

## Référence
1. ↑  (en) Biographie sur le site de l'International Boxing Hall of Fame (ibhof.com)